# Szczelina za Płytą w Mącznej Skale
Szczelina za Płytą w Mącznej Skale – jaskinia w Dolinie Kluczwody w granicach Wielkiej Wsi, w gminie Wielka Wieś w powiecie krakowskim, w województwie małopolskim. Pod względem geograficznym jest to obszar Wyżyny Olkuskiej wchodzący w skład Wyżyny Krakowsko-Częstochowskiej.

## Opis obiektu
Znajduje się w Mącznych Skałach na orograficznie lewym zboczu Doliny Kluczwody. Jest to spora szczelina pomiędzy jedną z Mącznych Skał a dużym, opartym o nią blokiem skalnym. Otwór południowy ma wysokość ponad 2 m, za nim jest szczelina o szerokości kilkudziesięciu cm. Na wysokości około 1m jest zaklinowana kamieniami dającymi dwie możliwości przejścia.
Obiekt powstał w późnojurajskich wapieniach. Jest suchy i w całości widny. Na spągu jest skalny rumosz i liście, nacieków brak. Na ścianach rosną glony, mchy i paprocie z rodzaju zanokcica.

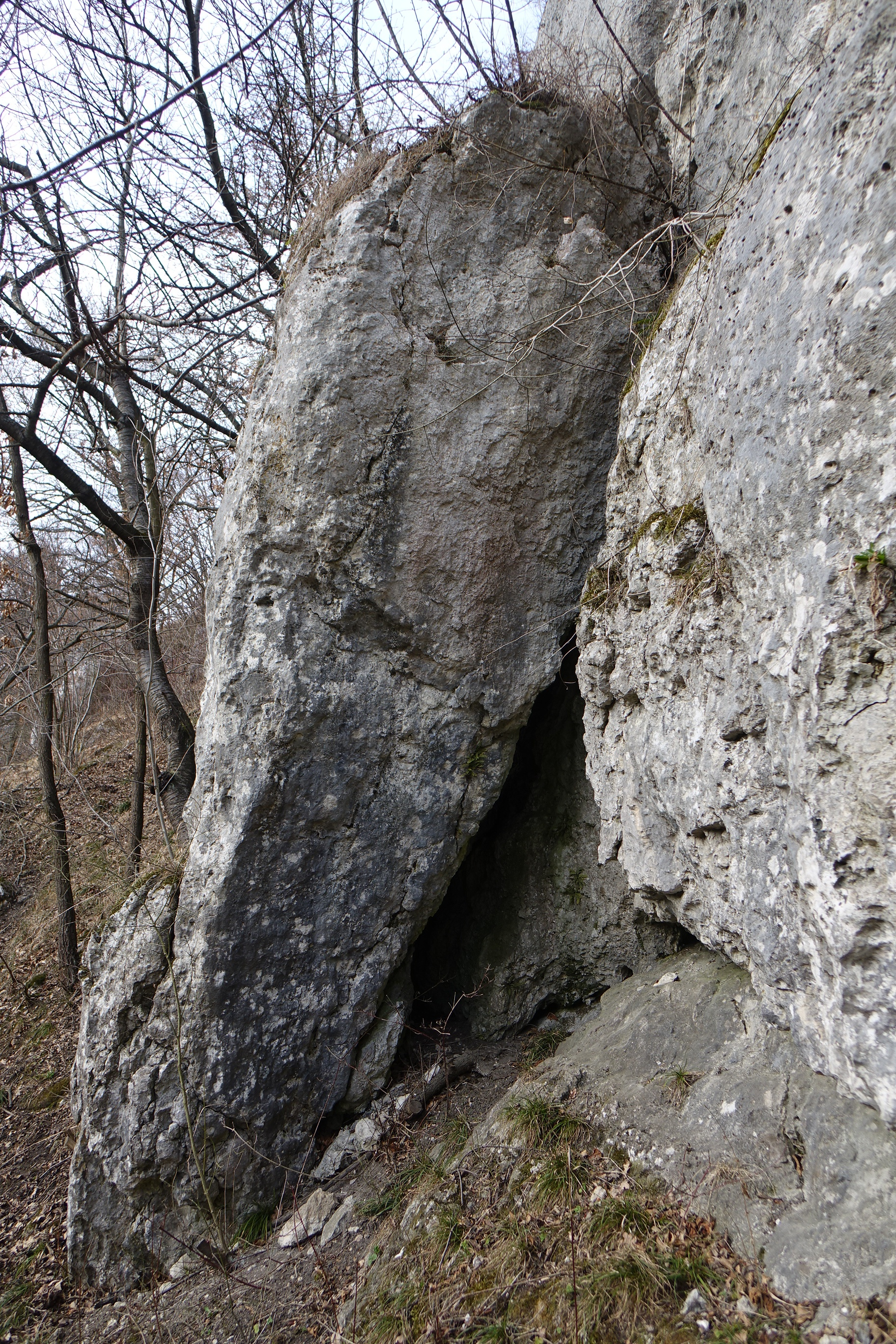
Otwór południowy
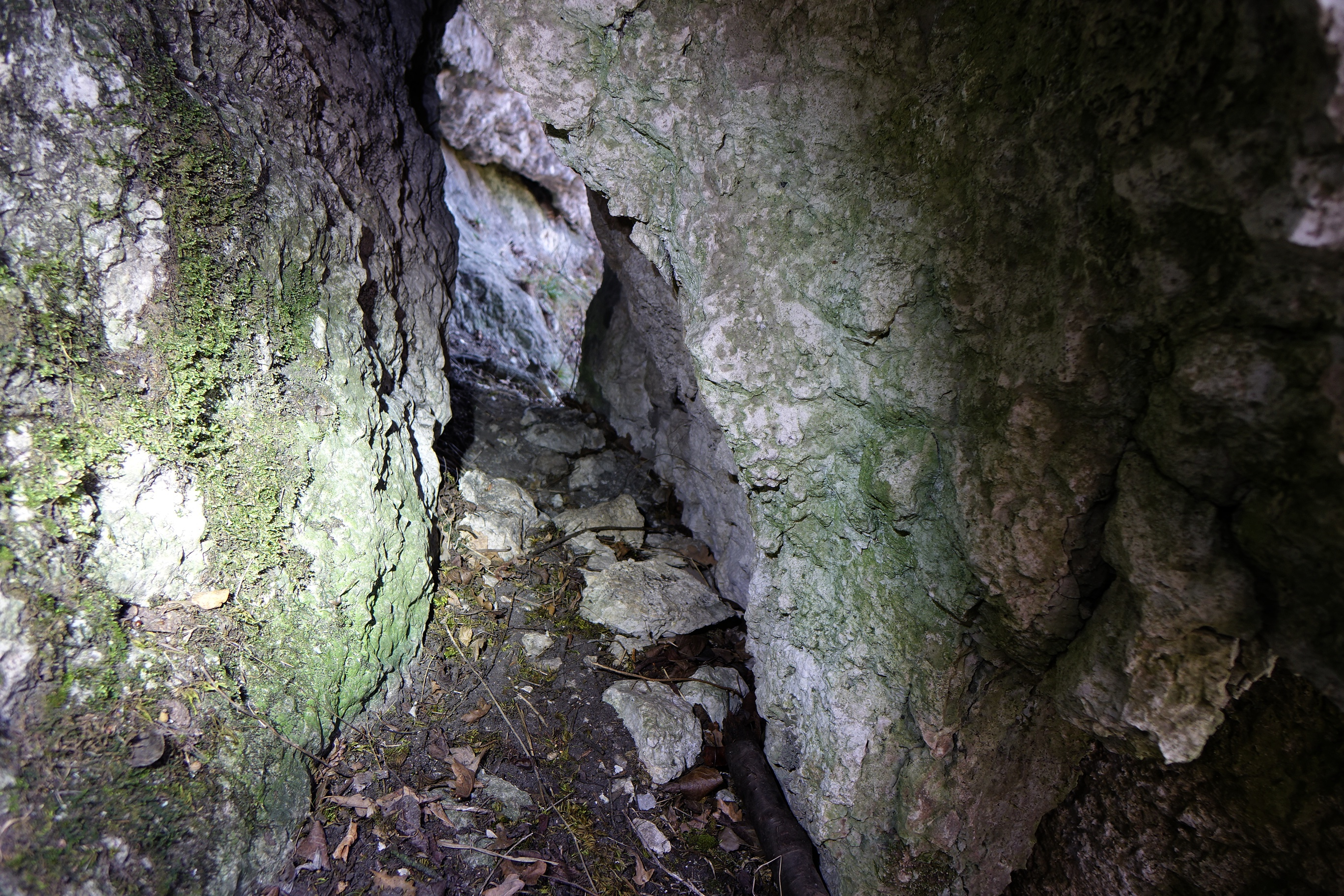
Dolne piętro
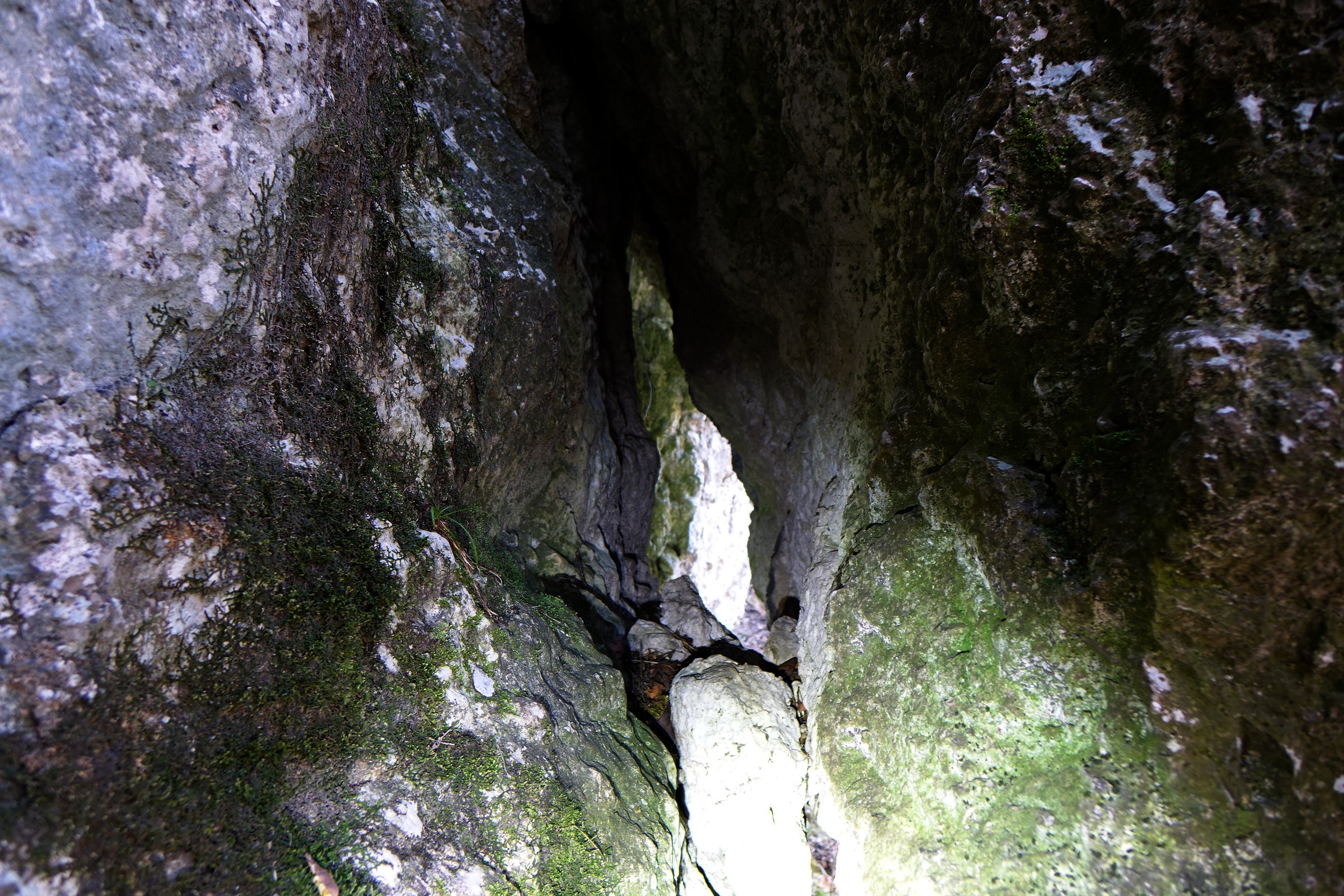
Górne piętro